# Cataulacus greggi
Cataulacus greggi is een mierensoort uit de onderfamilie van de Myrmicinae. De wetenschappelijke naam van de soort is voor het eerst geldig gepubliceerd in 1974 door Barry Bolton.
De soort werd in 1955 ontdekt in het Ituri-woud in Zaïre door T. Gregg.